# Elemi
Elemi (Substantiv, Neutrum, Betonung auf der zweiten Silbe) bezeichnet das Baumharz verschiedener Baumarten, welches in Medizin und Technik genutzt wird. Teilweise wird der Begriff auch als Bezeichnung der Bäume selbst verwendet.

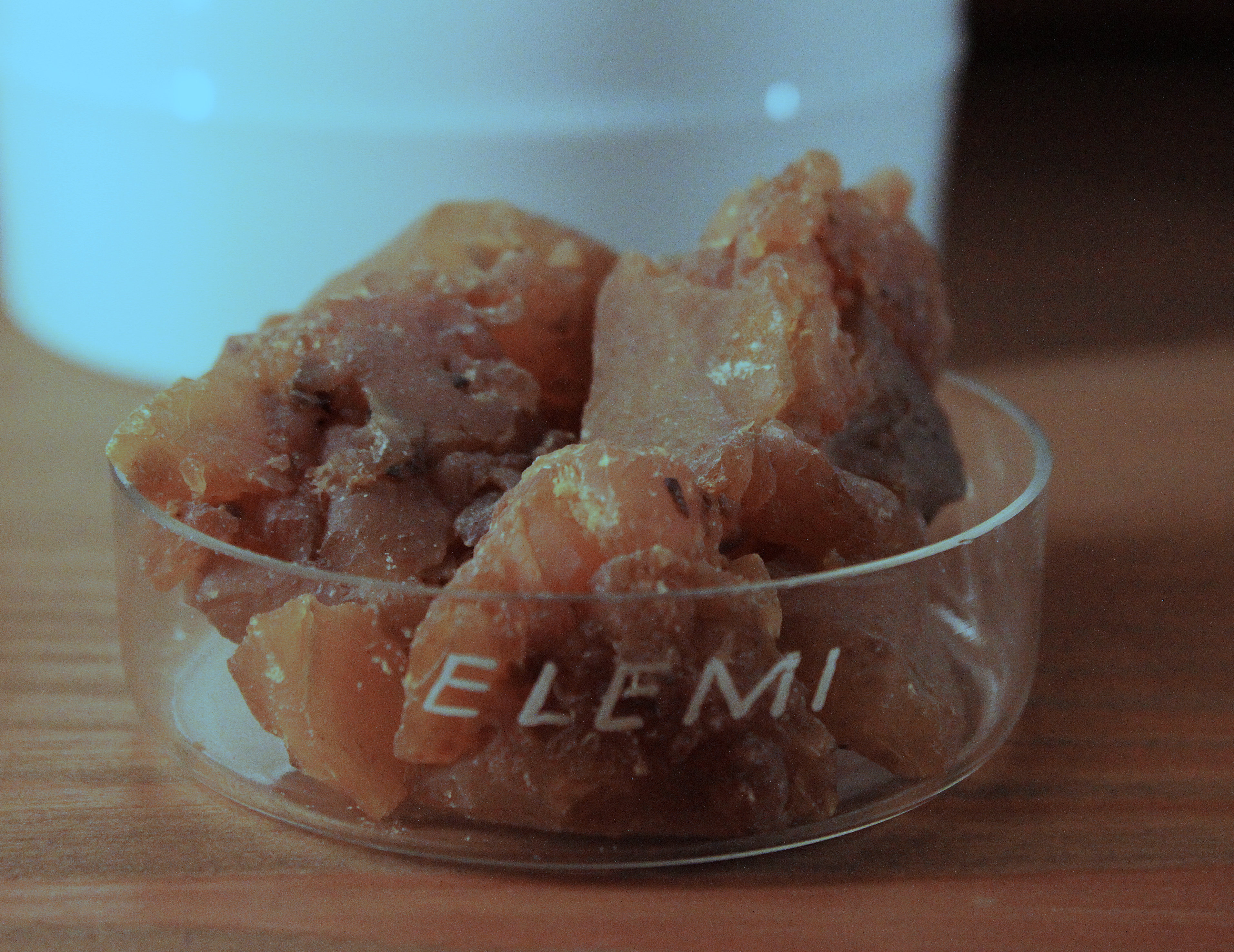
Getrocknetes Elemi

## Begriff
Die Herkunft des Begriffes wird unterschiedlich angegeben, einerseits von arabisch al-lāmi (das Glänzende), andererseits von griechisch ἐναίμον enhaimon (blutstillend). Letzteres bezieht sich auf die Nutzung des Harzes von Boswellia frereana→Weihrauch (Baum), als blutstillendes Medikament in der Antike, welches bei Plinius dem Älteren erwähnt wird, dieser führt ein Medikament dieses Namens an, das die Tränen des arabischen Olivenbaumes enthalten soll. Ebenfalls wird die bei Theophrast erwähnte Elemi-Pflanze dieser Spezies zugeordnet. Nachdem der Begriff Elemi (auch Elenium) im Mittelalter kaum auftaucht, wird er ab dem 16. und 17. Jahrhundert zunehmend für Harze aus Mittel- und Südamerika genutzt (Brasilianisches Elemi), aber auch Harze aus dem pazifischen Raum, die in dieser Zeit nach Europa importiert wurden, wurden mit diesem Begriff bezeichnet. Heute wird er fast ausschließlich für das sogenannte „Manilaelemi“ verwendet.

## Arten
- Manilaelemi: vom sogenannten Manilaelemibaum, Canarium luzonicum, ein auf den Philippinen gewonnenes weiches, weißes Harz, auch von Canarium ovatum, Canarium indicum.[3][6]
- Elemi von verschiedenen anderen Canarium-Arten, vor allem in Australien Canarium muelleri, Canarium australianum[7] und Südostasien, aber auch in Afrika beispielsweise von Canarium schweinfurthii[8], Canarium paniculatum, Canarium pimela, Canarium zeylanicum, Canarium vulgare u. a.
- Afrikanisches Elemi, von Boswellia frereana,[3] Boswellia sacra.
- Harze verschiedener Protium (Icica)-Arten aus dem tropischen Amerika, wie Brasilien, Venezuela und Kolumbien, wie zum Beispiel Protium heptaphyllum[9] Protium icicariba, Protium guianense usw.
- Elemi von Arten der Gattung Amyris[3] (Mexiko Elemi) Amyris elemifera, (Yucatán Elemi) Amyris sylvatica.

sowie auch von versch. anderen Arten wie Bursera simaruba, Bursera linanoe, Dacryodes excelsa, Dacryodes edulis, oder Okumé Elemi Aucoumea klaineana und andere.

## Nutzung
Die verschiedenen Baumarten sondern nach Einschneiden der Baumrinde ein weißliches oder hellgelbes bis -grünliches, klebriges, trübes und angenehm riechendes Harz ab, welches im Kontakt mit der Luft aushärtet. Mit der Alterung wird es dunkler, zäher, mit glasigem Bruch. Es besteht aus ätherischen Ölen, Harzalkoholen, Resenen, Elemisäuren und etwas Bitterstoffen. Man unterscheidet weiches und minderwertigeres, hartes, an den Bäumen eingetrockneres Elemi.
Das Harz wird einerseits direkt verräuchert, andererseits wird daraus durch Dampfdestillation auch das Elemi-Öl gewonnen. Dieses enthält vor allem: Terpineol, Elemicin, Elemol, Dipenten, Phellandren und Limonen. Der Duft ist durch den Limonengehalt waldig-zitronig, hat aber auch eine Fenchel-Note.
Elemi-Öl wurde im Altertum in Ägypten zur Einbalsamierung verwendet. In Europa wurde es seit dem 16. Jahrhundert häufig als Wundheil- und Räuchermittel und zur Bereitung von Salben benutzt.
Heutzutage wird es bei der Herstellung von Öllacken, Seifen und Lacken eingesetzt sowie als Ersatz von Aquarellfarben benutzt.
In der Parfümerie wird Elemi häufig in Fougère- und Koniferen-Kompositionen eingesetzt.
Früher diente das Elemi-Harz in der römisch-katholischen Kirche häufig als Ersatz für Olibanum im Kirchenweihrauch.